# Emil Gârleanu
Emil Gârleanu (n. 5 ianuarie 1878, Iași, România – d. 2 iulie 1914, Câmpulung, Muscel, România) a fost un poet, prozator, regizor, scenarist de film și jurnalist român.

## Viața
Emil Gârleanu s-a născut în noaptea de 4 spre 5 ianuarie 1878 la Iași. Părinții, locotenent colonelul Emanoil Gârleanu (1846-1918), aparținând unei familii de răzeși din Gârleni, Bacău și mama, Pulheria, născută Antipa, după mamă Anastasiade, de origine greacă, locuiau în apropierea Copoului, în fața grădinii lui Vodă Sturza, loc cu o încântătoare priveliște de care scriitorul își va aminti. Copil ciudat, de o prea mare sensibilitate și concentrare, își îngrijorează mama prin îndelungile lui stări de visare. Se juca de-a soldații și citea cu nesaț "Povățuitorul copiilor", editat de Creangă. După ani, când îl află printre cărți uitate, manualul e întreg, nemâzgălit.
Părinții se despart, lăsând copilul în grijă unei mătuși din Iași, care i-a cultivat înclinarea spre duioșie și frumos. În perioada 1885-1889 urmează școală primară, la Școală nr.2 din Sărărie. Vacanțele și le petrece în satul bunicii, de lângă Târgul Frumos. Începe liceul la Iași în 1889, unde urmează trei clase, se retrage și se înscrie la Școala Fiilor de Militari din Iași.
Doi factori l-au îndrumat însă spre cariera armelor: influența tatălui, precum și faptul că locuind în aproprierea cazărmilor a avut deseori ocazia să vadă armele. 1892-1896, frecventează „Școala Fiilor de Militari”, unde devine coleg cu Eugeniu Botez, viitorul scriitor Jean Bart.
În anul 1896 îi moare de tuberculoză mama, fiind recăsătorită cu colonelul Ghirulescu.
La Școala Militară de Infanterie și Cavalerie, pe care o urmează între 1896-1900, îl are coleg pe Gheorghe Brăescu. Renunță între timp la Școala Militară de Artilerie, Geniu și Marină, după doar un an și trei luni. A fost sublocotenent în armata română, dar este exilat la Bârlad (1902, în cadrul Regimentului 12 dorobanți „Dimitrie Cantemir”, pentru activitatea sa publicistică, interzisă de regulamentul militar. Acolo, la început se simte un izolat, un dezrădăcinat. În primul an și jumătate de ședere în Bârlad, s-a complăcut într-o neînțeleasă expectativă, publicând un singur material.
În 1906 părăsește Bârladul, stabilindu-se la București. Pe 12 februarie 1906 se căsătorește cu Marilena Voinescu. Scriitorul va avea o fiica, Rodica.
A fost președintele Teatrului Național din Craiova în perioada 12 iunie 1911 – iunie 1914.
Emil Gârleanu este operat în iunie 1914 la spitalul Colțea din București și transferat apoi la Câmpulung Muscel; în iulie Emil Gârleanu moare în urmă unei congestii renale, la Câmpulung Muscel, la doar 36 de ani. Este înmormântat la Cimitirul Bellu din București.

## Publicistica literară
În anul 1900 se înscrie la Facultatea de Litere a Universității din Iași.
A debutat la revista ieșeană „Arhiva”, revistă condusă de A.D.Xenopol, în 1900 cu schița Dragul mamei și cu poezia Iubitei sub pseudonimul Emilgar.
A colaborat la revistele Arhiva, Evenimentul, Sămănătorul, Luceafărul, Albina, Convorbiri literare, Flacăra, etc. Ulterior, a fost redactor la revista sămănătoristă „Făt-Frumos”, alături de George Tutoveanu si Dumitru Nanu, și colaborator la „Convorbiri critice”.
A debutat în anul 1905 cu volumul „Bătrânii”, volumul este alcătuit din schițe publicate în revistele Făt-Frumos și Sămănătorul.	
A participat activ la înființarea Societății Scriitorilor Români în 1908, al cărei președinte a fost între 1911-1912. Reprezentant de frunte al Semănătorismului. Foarte apreciat de Nicolae Iorga, căruia îi dedică volumul de debut, apoi devine discipol al lui Mihail Dragomirescu.

## Opera
- A debutat cu volumul Bătrânii (1905), în care sunt evocați boieri de viță veche, patriarhali și visători, superiori lumii noi, burgheze, care i-a ruinat.
- Cel mai cunoscut volum a lui Emil Gârleanu este Din lumea celor care nu cuvântă (1910), în care a relatat întâmplări alegorice din viața gâzelor, păsărilor, animalelor și plantelor.
- Un alt volum, Nucul lui Odobac (1910), dezvoltă tot o temă semănătoristă: dispariția țărănimii patriarhale și a obiceiurilor tradiționale.

## Alte opere
- Cea dintâi durere, 1907
- Odată!, 1907
- Într-o zi de mai, 1908
- 1877. Schițe din război, 1908
- Punga, 1909
- Din lumea celor care nu cuvântă, 1910[5]
- Trei vedenii 1910
- Amintiri și schițe 1910
- Visul lui Pillat, 1915
- O lacrimă pe-o geană, 1915
- Povești din țară, 1916
- Fetița mamei, 1916[5]
- Culegătorul de rouă, 1919
- Bucăți alese, 1945[5]
- Suflet de femeie,[5]

### Opere alese
- Opere alese, îngrijite de I. Negoiescu, 1955, postum.
- Scrieri alese, îngrijite de T. Vârgolici, 1964, postum.

### Traduceri ale operelor sale în alte limbi
- Az őz (Căprioara), traducere în limba maghiară de Béla F. Szász (Albert Vári), Ifjúsági Könyvkiadó, București, 1954.[6]

## Scenarist si regizor
- A regizat filmul „Cetatea Neamțului” (1914) și a scris scenariul pentru filmul „Dragoste la mănăstire” (1914).